# Rabot à fromage
Un rabot à fromage est un ustensile de cuisine destiné à la découpe en fines tranches de fromages à pâtes dures.

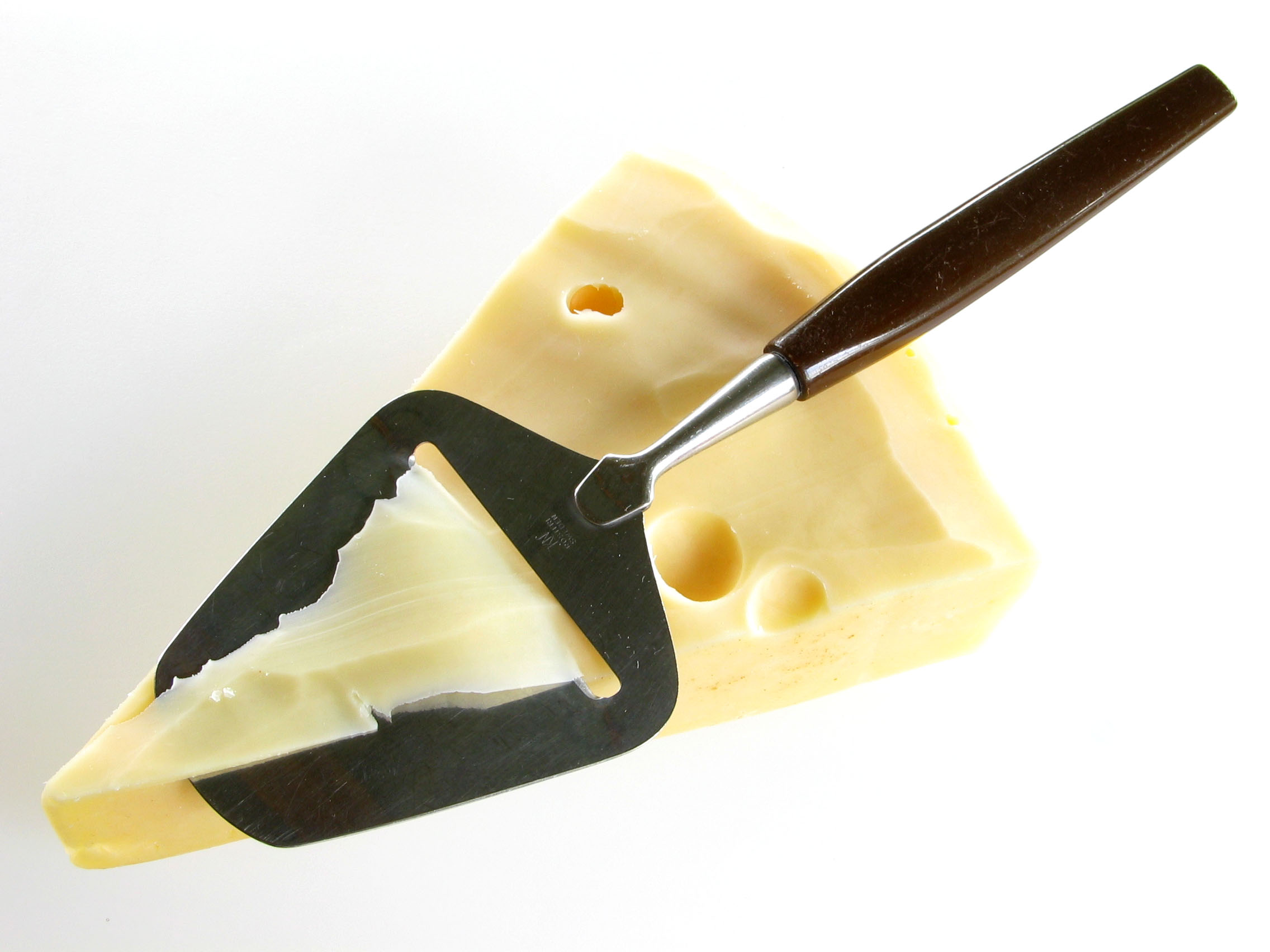
Un rabot à fromage classique.

## L'origine, la conception et le brevet
Thor Bjørklund (1889-1975), un ébéniste norvégien de Lillehammer, était irrité par la difficulté de découper soigneusement de fines tranches dans les fromages à pâtes dures, à l'aide du seul couteau.
En 1925, sur le modèle d'un rabot tel qu'il en utilisait en menuiserie, il conçut le ostehøvel, littéralement le « rabot à fromage ». Il en déposa le brevet le 27 février 1925 auprès du « Conseil pour la propriété industrielle » (Styret for det industrielle rettsvern) du Royaume de Norvège.
La production de masse de rabots à fromage débuta en 1927 avec la création de la société Thor Bjørklund & Sønner AS dont l'atelier était basé à Lillehammer. Cette invention eut tôt fait de susciter des copies et Thor Bjørklund ne lutta pas longtemps contre ces contrefaçons, espérant miser sur la qualité de ses produits et l'originalité de ses créations. 
La production comptabilisait environ 50 millions de rabots à fromage à la fin du XXe siècle, avec jusqu'à 1,5 million de rabots produits par année aux alentours de l'an 2000.

## Le rabot à fromage Bjørklund, une icône nationale en difficulté (années 2000)
Au cours du XXe siècle, le rabot à fromage est devenu un objet important de la culture matérielle norvégienne, indispensable ustensile de la préparation des brødskiver (sortes de tartines) pour le matpakke (panier-repas) ou de la consommation du brunost.
Au début des années 2000 cependant, la production rencontre d'importantes difficultés : Thor Bjørklund & Sønner AS est notamment affectée par la fluctuation des devises (couronne norvégienne trop forte), une baisse des ventes, la perte des ventes en duty free après les attentats du 11 septembre 2001, et très certainement aussi l'expiration du brevet qui mit définitivement la société sous la pression de nouveaux producteurs.
En 2001, un concours est organisé en collaboration avec Norsk Designråd (Conseil Norvégien pour le Design) et la laiterie nationale Tine : mêlant amateurs et professionnels, l'objectif était de proposer une version renouvelée du rabot à fromage traditionnel. Bien qu'il révélât plusieurs idées originales, pouvant éventuellement entrer en production, aucune de ces propositions ne remit réellement en cause la place incontestée du ostehøvel dans les cuisines norvégiennes. Ce concours peut être compris comme une tentative de Thor Bjørklund & Sønner AS de faire face à une situation économique se dégradant.
En 2005, Thor Bjørklund & Sønner AS mit au point un nouveau rabot à fromage, espérant ainsi éviter la fermeture ou la délocalisation totale de sa production : un rabot à fromage qui ne colle pas grâce à un revêtement spécial.
Le 29 septembre 2009, la banqueroute est annoncée. Cependant au printemps 2010, Thor Bjørklund & Sønner AS est rachetée par GIAX (Gudbrandsdal Industrier AS) et devient « Giax dept. Bjorklund ». La production fut déménagée à Ringebu à environ 60 kilomètres au Nord de Lillehammer où les ateliers historiques fermèrent.